# Morelos 2da. Sección
Morelos 2da. Sección är en ort i Mexiko.   Den ligger i kommunen Juárez och delstaten Chiapas, i den sydöstra delen av landet, 700 km öster om huvudstaden Mexico City. Morelos 2da. Sección ligger 186 meter över havet och antalet invånare är 166.
Terrängen runt Morelos 2da. Sección är platt åt nordväst, men åt sydost är den kuperad. Runt Morelos 2da. Sección är det ganska glesbefolkat, med 43 invånare per kvadratkilometer. Närmaste större samhälle är Pichucalco, 9,8 km sydost om Morelos 2da. Sección. Trakten runt Morelos 2da. Sección består till största delen av jordbruksmark.